# Gente di mare
Gente di mare (italienisch für „Seeleute“) ist ein Lied von Umberto Tozzi & Raf. Die Ballade war Italiens Beitrag beim Eurovision Song Contest 1987 und erreichte den dritten Platz.

## Inhalt
Das Lied beschreibt eine poetische Sicht auf die Seeleute, die im Gegensatz zu den Stadtbewohnern in die Freiheit hinaus ziehen.

## Hintergrund
Umberto Tozzi war mit dem Song Si può dare di più zusammen mit Enrico Ruggeri und Gianni Morandi Sieger beim Sanremo-Festival 1987. Nach einer internen Wahl entschied man sich für Gente di mare als Italiens Beitrag zum Eurovision Song Festival. Man erreichte dort den dritten Platz mit 103 Punkten. Höchstpunkte gab es von Portugal, Spanien, Deutschland, Irland und Jugoslawien. Der Sieger war Hold Me Now von Johnny Logan, zweiter Platz war Laß die Sonne in dein Herz von der deutschen Gruppe Wind.

## Chartplatzierungen
| ChartsChartplatzierungen | Höchstplatzierung | Wochen |
| ------------------------ | ----------------- | ------ |
| Deutschland (GfK)        | 39 (8 Wo.)        | 8      |
| Italien (FIMI)           | 5 (23 Wo.)        | 23     |
| Österreich (Ö3)          | 8 (16 Wo.)        | 16     |
| Schweiz (IFPI)           | 7 (17 Wo.)        | 17     |